# Амазон тукуманський
Амазон тукуманський (Amazona tucumana) — птах родини папугові.

## Зовнішній вигляд
Довжина тіла 30-31 см. Основне забарвлення оперення темно-зелене, з добре помітною темною окантовкою пір'я. Чоло й тім'я до середини червоного кольору. Крайні махові, ближче до основи, мають ділянки червоного кольору. Криючі гомілки помаранчево-жовті й утворюють так звані «штанці» на зеленому фоні нижньої частини тіла. Кермове пір'я зелене, а на кінчиках жовто-зелене. Внутрішня їхня сторона жовто-зелених тонів. Дзьоб світлий, кольору рогу. Райдужка жовто-жовтогаряча. Кільця навколо очей голі й білі. Самець і самка забарвлені однаково.

## Розповсюдження
Живе в гірських областях на півдні Болівії й північному заході Аргентини.

## Спосіб життя
Житель незайманих тропічних лісів, зустрічається до висоти 2000 м над рівнем моря. У їжу вживають насіння вільхи й араукарієвих. Поряд із цим живиться також різними плодами, насіннями, горіхами і ягодами інших дерев і чагарників. З наступом холодної пори року папуги спускаються з гірських лісів у більше теплі по клімату лісу рівнин.

## Розмноження
Період розмноження припадає на грудень і січень. У кладці 1—4 яйця. Насиджує самка 27—28 днів.

## Загрози й охорона
Став дуже рідкісний через вирубку лісу й незаконного вилову. У природі налічується близько 5 500 птахів.

## Утримання
Цей вид дуже рідко тримають у неволі.